# Monteverdi
Automobile Monteverdi AG — швейцарский производитель, выпускавший престижные автомобили в период с 1967 года по 1984 год. Компания была основана в швейцарском городе Биннинген, в 1967 году Питером Монтеверди (1934—1998).

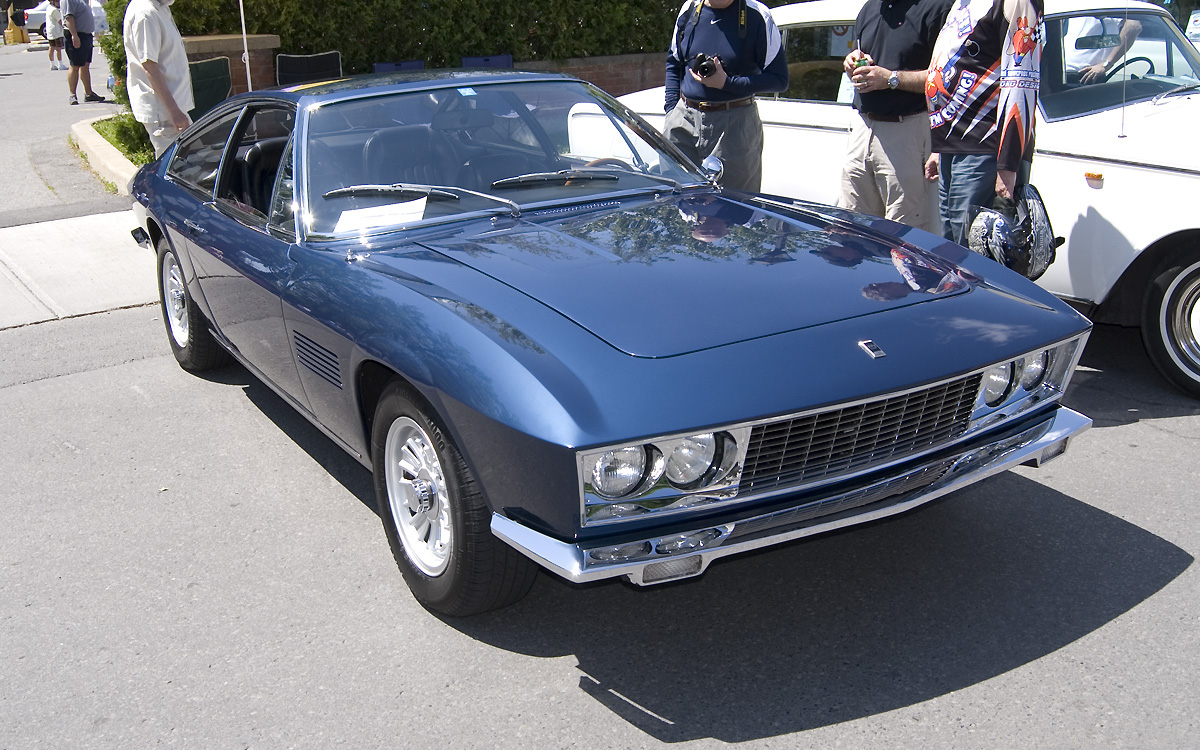
Monteverdi High Speed 375L

## История
В 1967 году Питер Монтеверди решил запустить в серийное производство эксклюзивные автомобили класса «люкс». Первая модель — 2-местное купе Monteverdi High Speed 375S была представлена в 1967 году на автосалоне во Франкфурте и получила положительные отзывы. Автомобили строились с использованием тяжелой и простой стальной рамы, предоставляемой компанией Stahlbau Muttenz GmbH, а также с использованием алюминиевого кузова, разработанного Пьетро Фруа. Модель внешне напоминала другие творения Фруа того времени, в частности, Maserati Mistral и AC 428. Автомобиль оснащался двигателем V8 Chrysler Magnum 440, объёмом 7,2 л, развивающим мощность от 380 до 402 лошадиных сил. Производство роскошных автомобилей закончилась в 1976 году. К тому времени, Monteverdi начали массовое производство нового типа автомобиля — внедорожных универсалов, прямых конкурентов Range Rover. Первой подобной моделью этого класса стала Monteverdi Sahara.
Производство автомобилей в Базеле закончилось в 1984 году. Завод был преобразован в музей «Коллекция автомобилей Monteverdi», который открылся в 1985 году. В 1992 году Monteverdi пытались возобновить производство с моделью Monteverdi Hai 650 F1, но безуспешно. Всего было построено 2 экземпляра данной модели, хранящихся в музее автомобилей Monteverdi в Базеле.

### Формула-1
| Команда                           | Страна         | Сезоны    | Гонщ | Ст (уч) | Сумма ст (уч) | Победы (ЛФ) | Очки в КК (всего) | ПП (ЛК) | ЛК | Под | КК | ЧМ       | Первый и последний Гран-При |
| --------------------------------- | -------------- | --------- | ---- | ------- | ------------- | ----------- | ----------------- | ------- | -- | --- | -- | -------- | --------------------------- |
| Onyx Grand Prix (Onyx-Monteverdi) | Великобритания | 1989-1990 | 4    | 24      | 0             | 6           | 0                 | 0       | 1  | 0   | 0  | 1989 БРА | 1990 ВЕЛ                    |

## Модельный ряд
- Monteverdi Special (1950—1952)
- MBM Tourismo (1961—1962)
- Monteverdi High Speed 375S (1967)
- Monteverdi High Speed 375L (1969)
- Monteverdi High Speed 375C (1970)
- Monteverdi High Speed 375/4 (1970)
- Monteverdi 2000 GTI (1969)
- Monteverdi Hai 450 SS (1970)
- Monteverdi Sierra (1977)
- Monteverdi Safari (1976)
- Monteverdi Sahara (1978)
- Monteverdi Hai 650 F1 (1992)